# کارسی
کارسی (به ترکی استانبولی: Karesi) یک منطقهٔ مسکونی در ترکیه است که در ناحیه مرمره واقع شده‌است. کارسی ۱۳۰ متر بالاتر از سطح دریا واقع شده‌است.